# Gettlinge

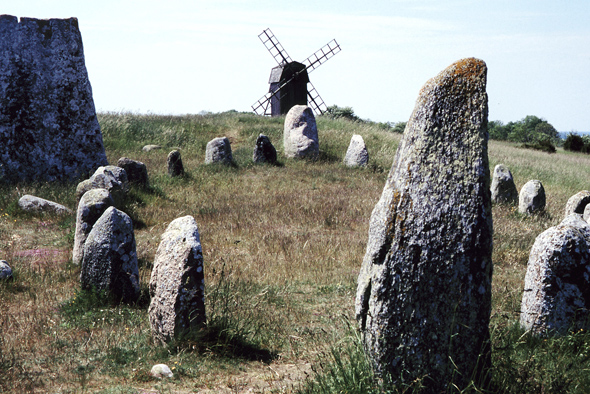
Necropoli di Gettlinge

Gettlinge è un villaggio situato sull'isola di Öland, in Svezia. Fa parte del territorio di Mörbylånga.

## Caratteristiche
È nota perché vi si trova un sito cimiteriale vichingo. Gettlinge si trova sul limitare inferiore dello Stora Alvaret, classificato come Patrimonio dell'umanità dall'UNESCO.  Il sito è visibile dall'autostrada che circonda l'area, la Länsväg 136. Gettlinge, come molti dei tumuli nell'Öland, è posto su una bassa cresta, una conformazione geologica tipica della regione: si tratta di un innalzamento del suolo in una zona di alvar normalmente pianeggiante. Questa cresta è uno dei pochi punti nel sud dell'isola ad avere profondità di terreno sufficiente per la creazione di sepolture.
Il sito di Gettlinge raccoglie un gran numero di specie animali e vegetali rare, in molti casi in via di estinzione: si tratta principalmente di specie vegetali selvatiche e stagionali, che fioriscono nella tarda primavera. Sotto il suolo si trova una estesa formazione calcarea, da cui vengono estratti la maggior parte dei materiali da costruzione locali e che ha supportato la costruzione degli edifici medievali in costruzione a secco. Le pietre della costruzione vichinga invece sono in granito, tratte da materiali morenici portati naturalmente sull'isola dalla terraferma dai ghiacciai durante le glaciazioni.

## Geologia
Il calcare che forma il sostrato dell'isola è di origine ordoviciana, vecchio oltre 600 milioni di anni.  Il terreno che la ricopre è di origine glaciale, derivante dall'azione meccanica dei ghiacciai sui fondali. Per la stessa ragione, lo strato di alvar che ricopre la roccia è assai sottile e molto pianeggiante.  Alla fine dell'ultima glaciazione l'isola si è sopraelevata, assumendo l'aspetto attuale.
Il villaggio di Gettlinge, così come i suoi predecessori di epoca preistorica e medievale, si sviluppa su una cresta stretta e bassa che corre parallelamente alla costa, da nord a sud. È l'unico punto, insieme ad alcune spiagge sabbiose, dove lo strato di terriccio è profondo per più di due centimetri, per cui si tratta dell'unico posto adatto alla costruzione di fondamenta, alla coltivazione e alla sepoltura.

## Storia
I primi coloni dell'Öland costruirono all'inizio dell'Età della pietra capanne di legno, di cui se ne sono trovati resti alcune miglia a est dell'attuale località del villaggio di Alby. Spedizioni archeologiche sono state condotte per diversi anni alla fine del XX secolo, rinvenendo tracce di fauna quali orsi, martore, foche e focene. Sono state effettuate scoperte riguardo all'attività della caccia e della raccolta nel Mesolitico, scoprendo ossa, lance, corna e strumenti in pietra lavorati. I primi coloni arrivarono attraversando lo Stretto di Kalmar, provenienti dal continente verso la fine dell'epoca glaciale, prima del completo scioglimento della calotta polare estesa.
La principale prova della vita presente a Gettlinge dal 1000 a.C. fino all'anno 1000 deriva proprio dalle tombe, che contengono artefatti dell'Età del bronzo, del ferro e del periodo vichingo. Alcune tombe sono anche precedenti. Altri siti tombali sono stati rinvenuti a Hulterstad e a Strandvalle, sempre sull'isola. Queste scoperte portano a pensare che Gettlinge fosse uno degli anelli di una catena di insediamenti vichinghi sulla costa meridionale dell'Öland, nonostante la maggior parte degli insediamenti si trovasse nel sud-est dell'isola, meglio esposto al mare.

## Ecologia
Il primo studio scientifico dell'ecologia dello Stora Alvaret avvenne nel 1741, quando Linneo visitò l'isola Linneo descrisse l'insolito ecosistema scrivendo che "È notevole che alcune piante siano in grado di fiorire nei più secchi e inospitali posti dell'alvar".
L'isola ospita alcune specie residue dell'era glaciale, e numerose varietà di erbe e funghi